# 대한민국 민법 제198조
대한민국 민법 제198조는 점유계속의 추정에 대한 민법 물권법 점유권 조문이다.

## 조문
제198조(점유계속의 추정) 전후양시에 점유한 사실이 있는 때에는 그 점유는 계속한 것으로 추정한다.

第198條(占有繼續의 推定) 前後兩時에 占有한 事實이 있는 때에는 그 占有는 繼續한 것으로 推定한다.

## 해설
이 조항은 점유가 계속되었는지를 확신할 수 없는 점유자를 보호하기 위한 규정이다. 점유자는 점유취득을 주장하고 싶은데 과거 점유시기와 현재 점유사실만 존재한다면 반증이 없는 한 그 물건의 점유는 계속한 것으로 추정해서 점유취득을 손쉽게 한 것이다.

## 사례
갑이 2020년과 2030년에 동일한 백과사전을 점유하였음을 증명하면 20년부터 20년 사이 10년간 점유가 계속된 것으로 보며 이 추정을 깨기 위해서는 값이 아닌 상대방 을이 10년 중 백과사전에 대한 점유를 상실하였다고 증명해야 한다.

## 판례

### 점유자가 다른 점유 승계의 경우
- 동일인이 전후 양 시점에 점유한 것이 증명된 때에만 적용되는 것이 아니고 전후 양 시점의 점유자가 다른 경우에도 점유의 승계가 입증되는 한 점유계속은 추정된다[1]

### 물리적 현실적 지배 불필요
- 특히 임야에 대한 점유의 이전이나 점유의 계속은 반드시 물리적이고 현실적인 지배를 요한다고 볼 것은 아니다[2]

## 같이 보기
- 취득시효
- 점유권
- 대한민국 민법 제245조 【점유로 인한 부동산소유권의 취득기간】
- 대한민국 민법 제246조 【점유로 인한 동산소유권의 취득기간】